# Super Liga Timorense
La Super Liga Timorense fue la principal liga de fútbol de Timor Oriental y fue organizada por la Federación de Fútbol de Timor Oriental.
La liga tuve solo una edición, en 2005-06. Fue oficialmente reemplazada por la LFA Primera División en 2015.

## Historia
Antiguamente la mayoría de los clubes de Timor tenían nombres de equipos portugueses como Benfica o Sporting, aunque desde 2004 se cambiaron por nombres más autóctonos.
El 2005 se creó la Super Liga Timorense. No obstante, la liga desapareció al año siguiente y tuvieron que pasar 3 años hasta que se creó la Taça Digicel que era un torneo de selecciones distritales del cual solo se disputaron 2 temporadas.
La Federación de Fútbol de Timor Oriental fue disuelta a fines del año 2013 por la FIFA dada las acusaciones de corrupción y sobornos que pesaban sobre el entonces presidente de la Federación de Fútbol de Timor Oriental, Francisco Lay Kalbuadi. En su lugar fue creado el Consejo Nacional de Fútbol.
Nunca un equipo de Timor Oriental ha disputado la Copa Presidente de la AFC, la Copa AFC ni la Liga de Campeones de la AFC.

## Palmarés

### Ligas anteriores
- 1973: CCS/QG Dili (Campeonato Militar de Futebol)
- 2001: No Finalizó (National Championship)
- 2003: Polisi Timor Leste (East Timor Cup)
- 2004: No Finalizó (?)
- 2005/06: Fitun Matebian Sporting (Super Liga Timorense)